# Odón Apraiz
Odón Apraiz Buesa, né le 5 mars 1896 à Vitoria-Gasteiz et mort le 12 septembre 1984 dans la même ville, est un écrivain, historien, géographe, muséologue, archiviste, linguiste et académicien basque espagnol de langue basque et espagnole. Il s'agit d'une personnalité des plus prolifiques de la province d'Alava située dans la Communauté autonome basque. Odón Apraiz est aussi un des euskaltzales ou défenseur de la langue basque les plus significatifs de la société alavaise.

## Biographie
Fils du politicien libéral Odón Apraiz Sáenz de Elburgo, qui fut maire de Vitoria-Gasteiz, Odón Apraiz est le cinquième de huit frères et sœurs. Odón Apraiz est issu d'une famille très renommée, et qui a été étroitement liée à l'Eusko Ikaskuntza ou Société d'études basques dès son origine. De cette famille, sont issus des intellectuels de premier plan dans les domaines de la littérature, la médecine, l'art, l'architecture, et Odón est sans doute l'un des plus éminents. 
Sa bonne relation avec son frère Angel aura une influence profonde sur sa trajectoire intellectuelle. Après avoir été au collège de Santa María, Odón étudie à l'Institut de Vitoria-Gasteiz, en 1905. Il a comme professeurs, entre autres, deux euskaltzales qui sont: Federico Baraibar et Koldo Eleizalde.
À l'âge de 14 ans, il commence à apprendre le basque. Jeune garçon, il fait partie du Centre basque de Vitoria-Gasteiz, qui sert de lieu culturel et religieux. Odón distribue les périodiques « Bizkaitarra » et « Gipuzkoarra » du PNB. Malgré son implication, Odón ne sera jamais affilié à ce parti.
En 1912, il commence son périple universitaire à l'université de Salamanque, étudiant en philosophie et en lettres. Son frère Angel, quant à lui est professeur à l'université de Madrid. Il publie son premier article Los jaimistas en Legutio, dans l'hebdomadaire du PNB Arabarra, alors qu'il n'a que seize ans. Ayant de bons résultats scolaires, le jeune Odón décide d'aller dans une ferme nommée Goiko Errota durant l'été 1913, pour y approfondir les secrets de l'euskara.
Il termine ses études universitaires à l'université de Deusto et à l'université de Madrid le 16 juin 1916. Odón Apraiz étudie pendant seize mois la géographie, la linguistique et la philologie dans les universités de Paris et Zurich. Il a comme professeurs des spécialistes tels que Albert Dauzat et Jules Gilliéron. Dans le Collège de France à Paris, il entretient de bonnes relations avec le linguiste français Jean-Joseph Saroïhandy. Il ira avec ce dernier au Ier Congrès d'Eusko Ikaskuntza ou Société d'études basques. De France, et suivant le conseil du linguiste et expert en basque Hugo Schuchardt, Odón part étudier en Suisse avec Christianus Cornelius Uhlenbeck. À Zurich, il travaille un temps avec Jakob Jud et a fortuitement l'occasion d'étudier avec le linguiste Louis Gachat.
En plein processus de formation, l'Euskaltzaindia nomme Odón membre correspondant de l'Académie lors de la réunion du 29 octobre 1919. Odón gagne le prix de la ville de Vitoria en 1923, dans un concours organisé par la revue Euskalerriaren Alde, et ce, grâce à son travail intitulé Del Renacimiento italiano en Vasconia. Los Vergara y los Alavas de Vitoria.
Il obtient finalement son doctorat en 1925 avec la thèse intitulée : El País Vasco en la época de la Revolución Francesa (« le Pays basque à l'époque de la Révolution française »).

### Trajectoire académique
De 1925 à 1933, Odón Apraiz est professeur auxiliaire dans la faculté de philosophie et de lettres à l'université de Barcelone. Dans cette dernière, il y donne des cours de géographie politique et d'histoire universelle, moderne et contemporaine et même un cours en 1930, sur la langue aragonaise.
En octobre 1933, il revient au Pays basque, puis est transféré à l'Institut d'Eibar comme responsable des cours de géographie et d'histoire. Deux années plus tard, en mai 1935, les professeurs de l'Institut le choisissent comme sous-directeur. En 1935-1936, c'est à l'Institut de La Laguna qu'on le retrouve. De même, sur décision du Ministère de l'éducation, Odón Apraiz est nommé en janvier 1941 responsable d'histoire générale dans cette même université. Il sera également membre de la Junta de Cultura Histórica y del Tesoro Histórico de Tenerife en 1937.
De Ténérife, il part ensuite à l'Institut de Reus en octobre 1942, comme professeur titulaire. Il retrouve le monde culturel catalan qui lui avait apporté tant de joies dix-sept ans auparavant. Il y élabore aussi un petit dictionnaire catalan-basque, et en 1954, revient finalement dans sa ville natale.

### Politique engagée
Quant à la politique, Odón se considère lui-même comme un nationaliste basque, indépendantiste et « de gauche à cent pour cent ». Il prend part au Ve Congrès des nationalités Européennes (CNE) qui a lieu à Genève en 1929. Grâce à ses efforts, la « nationalité basque » est acceptée en 1930 par le Congrès.
Odón Apraiz est un militant d'ANV (Acción Nacionalista Vasca ou Eusko Abertzale Ekintza) depuis sa création le 30 novembre 1930. Il s'agit d'un parti laïque, gauchiste et nationaliste basque, partisan républicain et qui promeut un statut d'autonomie pour l'Euskal Herria. Pour preuve de son implication, à Ténérife, en janvier 1939, la police ouvrit un dossier contre lui. Odón fut dénoncé pour avoir professé l'idéal séparatiste basque à « un degré suprême », avec une tendance gauchiste, qui trahit l'unité du pays et ruine la Patrie espagnole...etc. Par conséquent, il sera jugé et emprisonné pendant deux mois et deux jours.

## Le caractère et le monde d'Odón
Odón était assez anarchiste dans son attitude. Comme disent ceux qui l'ont connu, il était très impétueux et perdait facilement patience. Certains attribuent cette attitude à son défaut visuel. Ayant un fort penchant pour la lecture de périodiques, son frère Angel lui suggéra même de mettre dans ses cartes de visite, au lieu de « professeur », « lecteur de journaux ». Sa maison était pleine de vieilles collections de périodiques, dans un désordre ordonné, de telle sorte que seul Odón était capable de s'y retrouver.
Généralement, il n'allait pas recevoir les prix qui lui étaient offerts. Ainsi, il fut absent au Día de Aramaio de 1982, quand on lui a accordé la Médaille d'Or de Vitoria en 1983 ou quand Eusko Ikaskuntza lui a offert le prix Manuel Lekuona de 1984.
Dans ses documents, autre que son nom propre, il utilisa les pseudonymes d'Olarizu, P. d'Araizondo, Argitza, Olari et Ziarpa.

## La langue basque

### Un euskara de longue durée
Odón Apraiz a légué la synthèse géohistorique la plus complète et la plus fiable de la situation du basque en Alava. Indépendamment des modifications de détail et des améliorations ponctuelles, il illustra parfaitement un processus culturel que les historiens appellent "de longue durée", c’est-à-dire qui n’est pas affecté par les événements d’ordre conjoncturel comme un changement dynastique ou une guerre. Sur une carteOdón Apraiz nous fait remarquer que le recul rapide de l’euskara est, historiquement, très récent sur le territoire alavais.

### Société d'études basques
Lors du Ier Congrès d'Eusko Ikaskuntza ou Société d'études basques, tenu en septembre 1918, Odón y prend part directement. Cette institution constituait l'axe principal de la culture basque jusqu'à 1936.
À la Société d'études basques, Odón Apraiz apparaît comme membre du « laboratoire en ethnologie et folklore basque », poste créé par José Miguel de Barandiaran. D'autre part, en 1922, en suivant un appel de la Société d'études basques, un groupe de jeunes membres de l'institution, dont Odón, rédigent et signent un document intitulé « Message des étudiants basques sur l'Université ».
La Société d'études basques se consacre dès ses débuts à d'importantes recherches sur la toponymie et anthroponymie. Sous la direction de Luis Eleizalde, Odón Apraiz avec d'autres membres est un « chargé en toponymie ». Le décès d'Eleizalde en 1923, provoque l'abandon des travaux de toponymie; toutefois, le groupe chargé de l'anthroponymie peut continuer, et ce, grâce à Odón.
Eusko Ikaskuntza ouvre par la suite des délégations hors Euskal Herria et l'une d'elles est à Barcelone. Inaugurée le 20 janvier 1925, Telesforo Aranzadi en est le premier président. Entretemps, Odón Apraiz qui travaille à l'Université de Barcelone, devient membre de cette délégation, dans laquelle il donne des cours d'euskara.
Tenu le 6 septembre 1936, il s'implique dans la préparation du VIIe Congrès de la Société d'études basques. Il y présente une vaste liste d'intellectuels, dont Joseba Lakarra, Barandiaran, Leizaola, Resurreccion Maria Azkue, Sánchez Albornoz, Bosch Gimpera, Angel Apraiz, ainsi qu'Odón lui-même. Son sujet est « Ikasgai Historikoak-Estudios Vascos ». Ensuite, le contexte politique va plonger la Société d'études basques dans l'ostracisme pendant quarante années.
Le 10 mars 1984, l’assemblée générale de la Société d'études basques décide d'accorder le prix Manuel Lekuona de cette année à Odón Apraiz Buesa. Y est souligné l’ensemble de ses travaux effectués dans les domaines la linguistique, la philologie, la géographie, l'histoire, la muséologie et l'archivistique. Deux jours plus tard, Manuel Lekuona y fera lui-même un discours.
La Real Sociedad Bascongada de Amigos del País (Société Royale Basque des Amis du Pays) le nomme partenaire honorifique en 1974. De même, le 4 décembre 1968, il est nommé académicien d'honneur à l'Euskaltzaindia ou Académie de la langue basque.
Odón Apraiz Buesa meurt le 12 septembre 1984, à Vitoria-Gasteiz, totalement affaibli par la maladie. 